# Stanisław Sagan
Stanisław Sagan (ur. 19 października 1951) – polski prawnik, specjalizujący się w prawie konstytucyjnym oraz ustrojach państw europejskich, profesor nauk prawnych, nauczyciel akademicki związany z uczelniami w Rzeszowie, Kielcach, Przemyślu, Częstochowie i Katowicach.

## Życiorys
Po ukończeniu szkoły podstawowej i średniej podjął studia prawnicze na Wydziale Prawa Uniwersytetu Wrocławskiego, gdzie uzyskał tytuł magistra. Po ukończeniu studiów rozpoczął pracę jako nauczyciel akademicki na Uniwersytecie Śląskim w Katowicach. W 1979 uzyskał stopień naukowy doktora nauk prawnych, a w 1990 Rada Wydziału Prawa i Administracji Uniwersytetu Śląskiego nadała mu stopień naukowy doktora habilitowanego nauk prawnych w zakresie prawa o specjalności prawo państwowe na podstawie dorobku naukowego oraz rozprawy nt. Współpraca parlamentu i rządu w Szwecji. Wraz z nowym stopniem naukowym otrzymał awans na stanowisko profesora nadzwyczajnego.
W 2000 przeniósł się do Rzeszowa, gdzie podjął pracę w filii Uniwersytetu Marii Curie Skłodowskiej, gdzie objął stanowisko profesora nadzwyczajnego i kierownika w stworzonym przez siebie Zakładzie Ustrojów Państw Europejskich. W 2001 filia ta połączyła się z miejscową Wyższą Szkołą Pedagogiczną tworząc Uniwersytet Rzeszowski. Od 2000 do 2001 był prodziekanem rzeszowskiego Wydziału Prawa i Administracji. W latach 2001–2008 pełnił funkcję prorektora ds. współpracy z zagranicą Uniwersytetu Rzeszowskiego. Od 2008 do 2016 sprawował urząd dziekana Wydział Prawa i Administracji. W 2009 uzyskał tytuł profesora nauk prawnych w Republice Słowackiej.
W latach 2005–2011 był przewodniczącym i wiceprzewodniczącym Stowarzyszenia Uniwersytetów Regionu Karpackiego, zrzeszającego 28 wyższych uczelni z Polski, Słowacji, Rumunii, Węgier, Ukrainy, Serbii. Otrzymał tytuły doktora honoris causa trzech uniwersytetów europejskich. Wykładał także na Wyższej Szkole Handlowej im. Bolesława Markowskiego w Kielcach, Wyższej Szkole Administracji i Zarządzania w Przemyślu oraz Akademii im. Jana Długosza w Częstochowie, gdzie przez pewien czas był dyrektorem Instytutu Administracji.
13 maja 2008 został zarejestrowany jako kandydat Stronnictwa Demokratycznego w wyborach uzupełniających do Senatu RP w okręgu wyborczym Krosno. Uzyskał 386 głosów, zajmując 8. miejsce spośród 12 kandydatów.

## Dorobek naukowy
Specjalizuje się w dziedzinie prawa konstytucyjnego, ustrojów państw europejskich. Jest autorem ponad 100 opracowań naukowych, w tym 17 monografii, 15 podręczników oraz ponad 60 studiów i artykułów
z zakresu prawa konstytucyjnego, organów ochrony prawa, teorii państwa, a także poświęconych ustrojom państw europejskich, w szczególności państw nordyckich. Przetłumaczył na język polski konstytucje Austrii, Norwegii, Islandii oraz Słowacji. Do jego najważniejszych publikacji należą:
- Terytorialna struktura państwa: materiały pomocnicze do przedmiotu Współczesne ustroje polityczne: dla studentów I i II roku wydziału prawa i administracji oraz nauk politycznych (1980) (wspólnie z Andrzejem Matanem, pod redakcją Eugeniusza Zwierzchowskiego) Katowice: Uniwersytet Śląski
- Współpraca parlamentu i rządu w Szwecji (1989) Katowice: Uniwersytet Śląski
- Riksdag - parlament Królestwa Szwecji (1992) Warszawa: Wydawnictwo Sejmowe
- Prawo konstytucyjne Rzeczypospolitej Polskiej (2001), Warszawa: Wydawnictwa Prawnicze PWN
- Ustrój polityczny Republiki Islandii (2005) Rzeszów: Wydawnictwo Uniwersytetu Rzeszowskiego
- Organy i korporacje ochrony prawa (2010), (pod red. Stanisława Sagana i Justyny Ciechanowskiej) Wyd. 3, Warszawa: LexisNexis Polska